# Gerstaeckerella chilensis
Gerstaeckerella chilensis là một loài côn trùng trong họ Mantispidae thuộc bộ Neuroptera. Loài này được Hagen miêu tả năm 1859.